# Bourses Entente cordiale
 (février 2022).
Le programme des bourses Entente cordiale est un programme franco-britannique de bourses, nommé ainsi en mémoire de l’Entente cordiale initiée au XIXe siècle entre les deux nations européennes voisines. Il finance pendant une année universitaire des études de troisième cycle de part et d'autre de la Manche, pour de jeunes Français et Britanniques. Ce programme, administré par le British Council France et l’ambassade de Grande-Bretagne à Paris pour les étudiants français, et par l’ambassade de France à Londres pour les étudiants britanniques, est entièrement financé par le secteur privé et par des fondations.
Ces bourses sont destinées à favoriser la compréhension mutuelle et à promouvoir les échanges entre les personnalités françaises et britanniques de demain.

## Historique
La création des bourses Entente cordiale a été annoncée le 30 octobre 1995 par Jacques Chirac, président de la République Française, et John Major, Premier ministre du Royaume-Uni, lors du sommet franco-britannique de Londres. Ils déclarèrent : « Les jeunes sont l'avenir commun de nos deux pays. Plus ils apprendront à se connaître au cours de leur formation, plus ils apporteront de contenu au partenariat, riche de promesses, qu'appelle notre Europe élargie ».
Ce programme est né sous l’impulsion de Sir Christopher Mallaby, ambassadeur de Grande-Bretagne en France de 1993 à 1996. Dès ses premiers mois à ce poste, il veut agir rapidement « pour amenuiser les suspicions tenaces qui continuent de couver entre Français et Britanniques ». Ce problème, explique-t-il, trouve son origine « dans la rivalité passée et l'ignorance présente ». Aussi encourage-t-il le programme de bourses Entente cordiale, qui permet à de brillants étudiants français et britanniques d'effectuer un an d'études de troisième cycle dans le pays partenaire, « à un âge où les impressions et les amitiés se forgent pour la vie ».
Parmi les fervents soutiens au programme, on peut citer celui de Maurice Druon, ancien secrétaire perpétuel de l'Académie française, qui déclara à la BBC que « l'Entente cordiale – classique euphémisme britannique – était en fait une alliance, qui a sauvé l'Europe à deux reprises ».
Les premiers boursiers Entente cordiale ont étudié durant l’année universitaire 1995-1996.

## Objectifs
Le but affiché des bourses Entente cordiale est de « promouvoir les contacts et la multiplication des échanges entre les décideurs de demain, tant au Royaume-Uni qu’en France » et de « construire un réseau vaste et influent d’anciens élèves et de parrains ».
Sir Christophe Mallaby espérait à la création du programme que les années passant, la compréhension franco-britannique grandirait. « Certains [des boursiers] deviendront des hommes et des femmes d'influence. (…) J'espère qu'en conséquence les décideurs de Grande-Bretagne et de France compteront dans leurs rangs de plus en plus de personnes disposant d'une connaissance approfondie de l'autre pays. La connaissance est l'ennemi du préjugé et doit déboucher sur des opinions plus tempérées à des hauts niveaux de responsabilité de chaque côté de la Manche. »

## Fonctionnement et critères de sélection
Ce programme bilatéral finance une année d’études de troisième cycle, en France pour des étudiants britanniques et en Grande-Bretagne pour des étudiants français.
Côté français, les bourses sont attribuées par le British Council France et l’ambassade de Grande-Bretagne à Paris. Côté britannique, l’attribution des bourses est organisée par l’ambassade de France au Royaume-Uni. Le financement du programme provient uniquement du secteur privé, tandis que les frais administratifs sont pris en charge par les gouvernements français et britannique.
Le choix des boursiers se fait non seulement sur la base de leur réussite universitaire, mais également sur leurs ambitions professionnelles, sur leur volonté de devenir influent dans leur domaine d’expertise, ainsi que sur leur capacité à s’investir et à développer les liens entre la France et le Royaume-Uni dans leur secteur d’activité,.
Les bourses sont attribuées dans toutes les disciplines académiques existantes, favorisant ainsi une grande diversité de profils parmi les étudiants.

## Boursiers et anciens boursiers
Les anciens bénéficiaires d’une bourse Entente cordiale sont actuellement[Quand ?] plus de quatre cent cinquante, et occupent pour beaucoup d’entre eux des positions influentes dans tous les domaines de la société, du journalisme à la politique, de la recherche scientifique à l'entreprenariat, en passant par la création artistique, la santé, les relations internationales et l’enseignement universitaire.
Les boursiers et anciens boursiers ont formé une association et animent un site internet bilingue. Ils se rassemblent régulièrement lors de réceptions données par les ambassades à Londres et à Paris ou lors d’évènements franco-britanniques marquants, comme en 2004 pour la visite de la reine Élisabeth II à Toulouse lors des célébrations du centenaire de l’Entente cordiale entre les deux pays,.
Ils sont représentés au sein des deux conseils consultatifs et participent si besoin est à la sélection des nouveaux boursiers.

## Parrains passés et présents
Les entreprises ayant soutenu le programme par le passé sont : Rolls-Royce, Areva, Schlumberger, Herbert Smith, Académie française, Alstom, Arjowiggins, Banque Paribas, British Airways, Capgemini, Charles Schiaffino, European Investment Bank, GlaxoWellcome SA, Axa, Saint-Louis Sucre, Institute of Applied Languages, JCB, Lagardère, Matra BAe Dynamics, Louis Dreyfus & Cie SA, L'Oréal, Le Progrès, Messier Dowty International Ltd, Pernod Ricard, Redlands Granulates, Rothschild & Cie, Rover France, Saint-Gobain, Société des bourses françaises, H.H. Prince Karim Aga Khan, CCF, fondation Singer-Polignac, groupe RMC, groupe Darty, Institut de France, Linklaters and Alliance, Turbomeca, Électricité de France, Vodafone Foundation UK, Dassault Systèmes, Boucheron.
Blue Circle (Lafarge), Corus, Financial Times, madame Alice Goldet, Roy Jenkins Memorial Trust, Unilever, Arcadian International, Axa UK, BP Amoco Foundation, British Midland, BT, CGNU, The Dulverton Trust, EDF Energy, Hillsdown Holdings plc, Kingfisher, Natwest, M. Paul Minet, The Reuters Foundation, The Rhodes Trust, The Savoy Educational Trust, Securicor plc, Sir Patrick Sheehy, Steelite International plc, UBS, Xerox UK Ltd.
Par ailleurs, en 2011 une bourse a été entièrement financée par les dons d'anciens boursiers.

## Conseils consultatifs des bourses Entente cordiale
Le programme des bourses Entente cordiale est géré par deux conseils consultatifs, l’un français et l’autre britannique. Ces conseils  sont indépendants mais entretiennent des contacts étroits. Ils comprennent des acteurs de premier plan de la vie publique française et britannique.
L’association française des bourses Entente cordiale est actuellement[Quand ?] présidée par le baron David de Rothschild. La présidente précédente était l’ancienne ministre Simone Veil.
Lord Janvrin, ancien secrétaire particulier de la reine britannique, est actuellement[Quand ?] le président de l’association britannique des bourses Entente cordiale (Entente Cordiale Scholarships Trust), remplaçant depuis 2008 Sir Christophe Mallaby.

## Bourse Entente cordiale Herbert-Smith
La bourse Entente cordiale Herbert-Smith,, attribuée pour la première fois en juin 2012, finance un étudiant français en droit pour obtenir un Master of Laws dans une université britannique. Mis à part le domaine d’études, les critères de sélection sont les mêmes.
À son retour, ce boursier se voit offrir la possibilité de réaliser un stage dans le cabinet d’avocats Herbert-Smith-Freehills.
Son équivalent américain est la bourse Fulbright Herbert-Smith.